# Saltos ornamentais nos Jogos Olímpicos de Verão de 2024 - Trampolim 3 m sincronizado feminino
A competição do trampolim de 3 m sincronizado feminino dos saltos ornamentais nos Jogos Olímpicos de Verão de 2024 foi realizada em 27 de julho de 2024 no Centro Aquático, em Paris. Um total de 16 saltadoras de oito Comitês Olímpicos Nacionais (CON) participaram do evento.

## Qualificação
As três melhores duplas do Campeonato Mundial de Esportes Aquáticos de 2023 ganharam uma vaga para seu respectivo CON. A França, como país anfitrião, também teve garantida uma vaga. As quatro vagas restantes foram para as melhores colocadas do Campeonato Mundial de Esportes Aquáticos de 2024.

## Formato
A competição foi realizada em uma fase única, sendo que cada dupla realizou seis saltos. Deveria haver pelo menos um salto de cada um dos cinco grupos (para frente, de costas, revirado, ponta pé a lua e parafuso).

## Calendário
Horário local (UTC+2)
| Dia                 | Horário | Fase  |
| ------------------- | ------- | ----- |
| 27 de julho de 2024 | 10:00   | Final |

## Medalhistas
| Ouro   | CHN Chang Yani e Chen Yiwen             |
| Prata  | USA Sarah Bacon e Kassidy Cook          |
| Bronze | GBR Yasmin Harper e Scarlett Mew Jensen |

## Resultados
Um total de oito duplas competiram, com as três melhores colocadas na final garantindo as medalhas.
| Pos.              | Saltadores                        | CON                | Final   | Final   | Final   | Final   | Final   | Final  |
| Pos.              | Saltadores                        | CON                | Salto 1 | Salto 2 | Salto 3 | Salto 4 | Salto 5 | Pontos |
| ----------------- | --------------------------------- | ------------------ | ------- | ------- | ------- | ------- | ------- | ------ |
| Medalha de ouro   | Chang Yani Chen Yiwen             | CHN China          | 52.80   | 51.00   | 77.40   | 79.98   | 76.50   | 337.68 |
| Medalha de prata  | Sarah Bacon Kassidy Cook          | USA Estados Unidos | 49.80   | 51.00   | 71.10   | 72.54   | 70.20   | 314.64 |
| Medalha de bronze | Yasmin Harper Scarlett Mew Jensen | GBR Grã-Bretanha   | 50.40   | 46.20   | 63.90   | 71.10   | 70.68   | 302.28 |
| 4                 | Elena Bertocchi Chiara Pellacani  | ITA Itália         | 49.20   | 45.00   | 68.40   | 68.82   | 62.10   | 293.52 |
| 5                 | Maddison Keeney Anabelle Smith    | AUS Austrália      | 47.40   | 48.00   | 73.80   | 74.40   | 48.60   | 292.20 |
| 6                 | Lena Hentschel Jette Müller       | GER Alemanha       | 48.60   | 48.00   | 64.80   | 67.89   | 59.40   | 288.69 |
| 7                 | Viktoriya Kesar Anna Pysmenska    | UKR Ucrânia        | 45.60   | 42.00   | 57.60   | 54.87   | 51.30   | 251.37 |
| 8                 | Naïs Gillet Juliette Landi        | FRA França         | 42.00   | 43.80   | 48.72   | 51.24   | 54.27   | 240.03 |